# Kosuke Yamamoto
Kosuke Yamamoto (Shizuoka, 29 oktober 1989) is een Japans voetballer.

## Carrière
Kosuke Yamamoto tekende in 2006 bij Júbilo Iwata.